# Caucaz

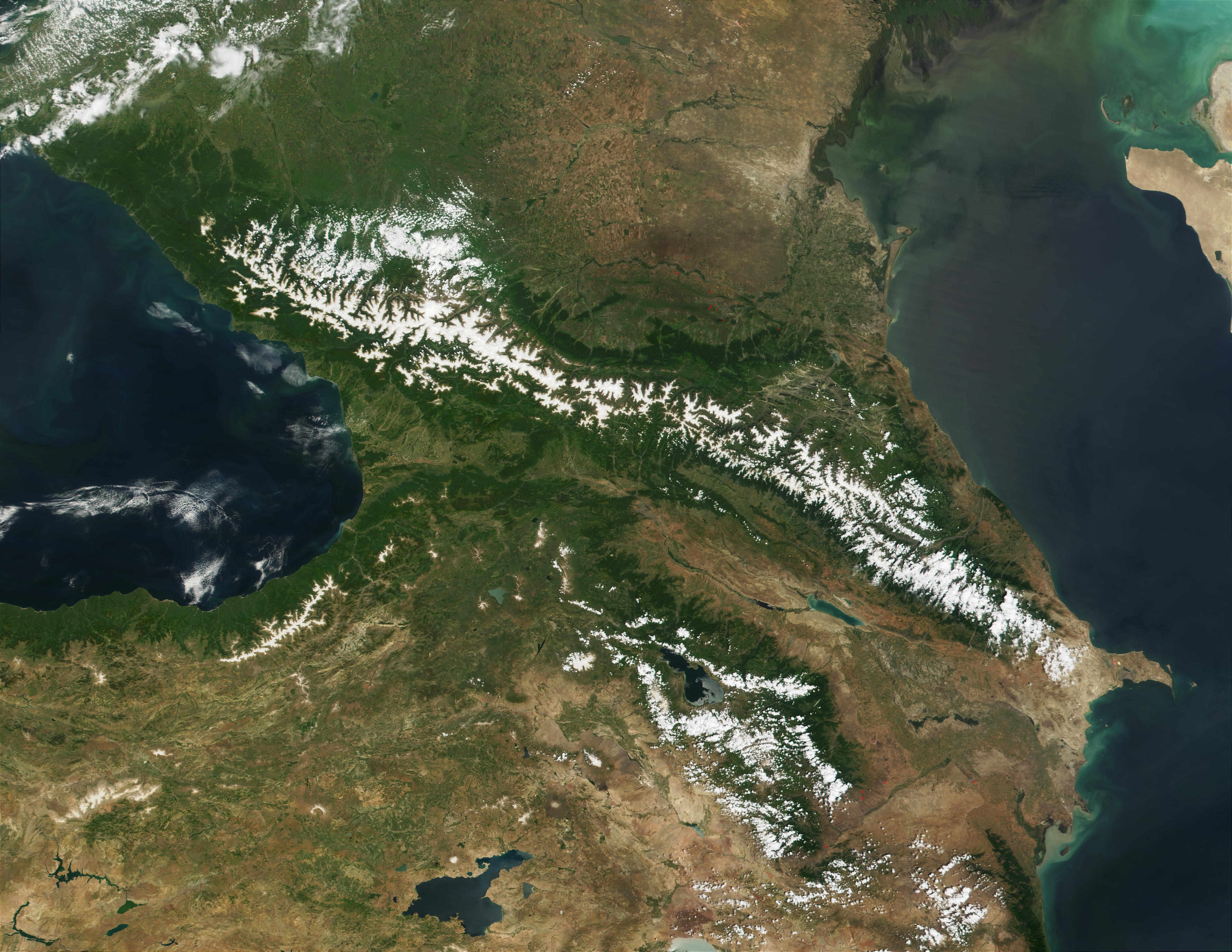
Vedere a Caucazului din satelit

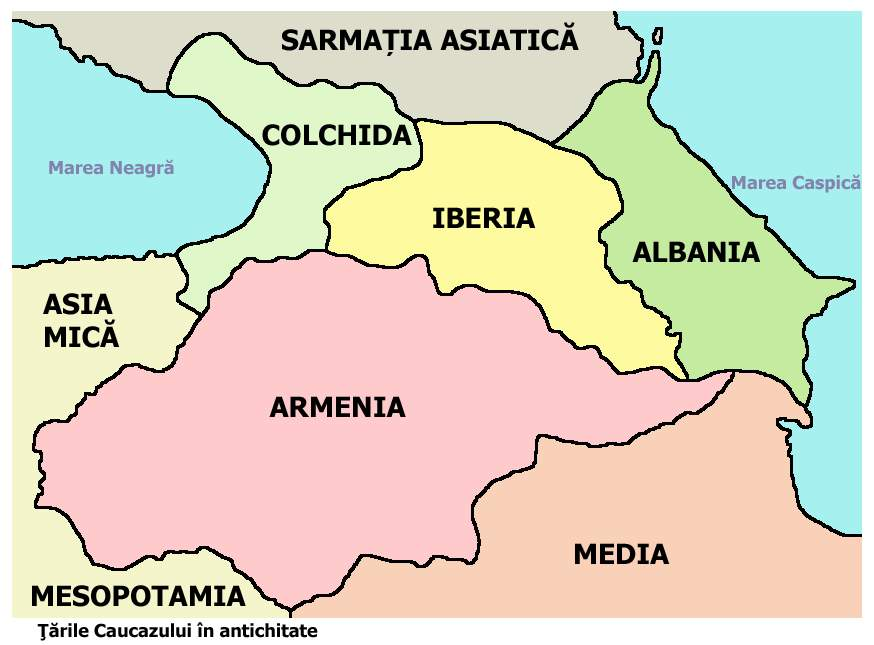
Ţările Caucazului în antichitate: Armenia, Iberia, Colchida şi Albania

Caucazul zilelor noastre

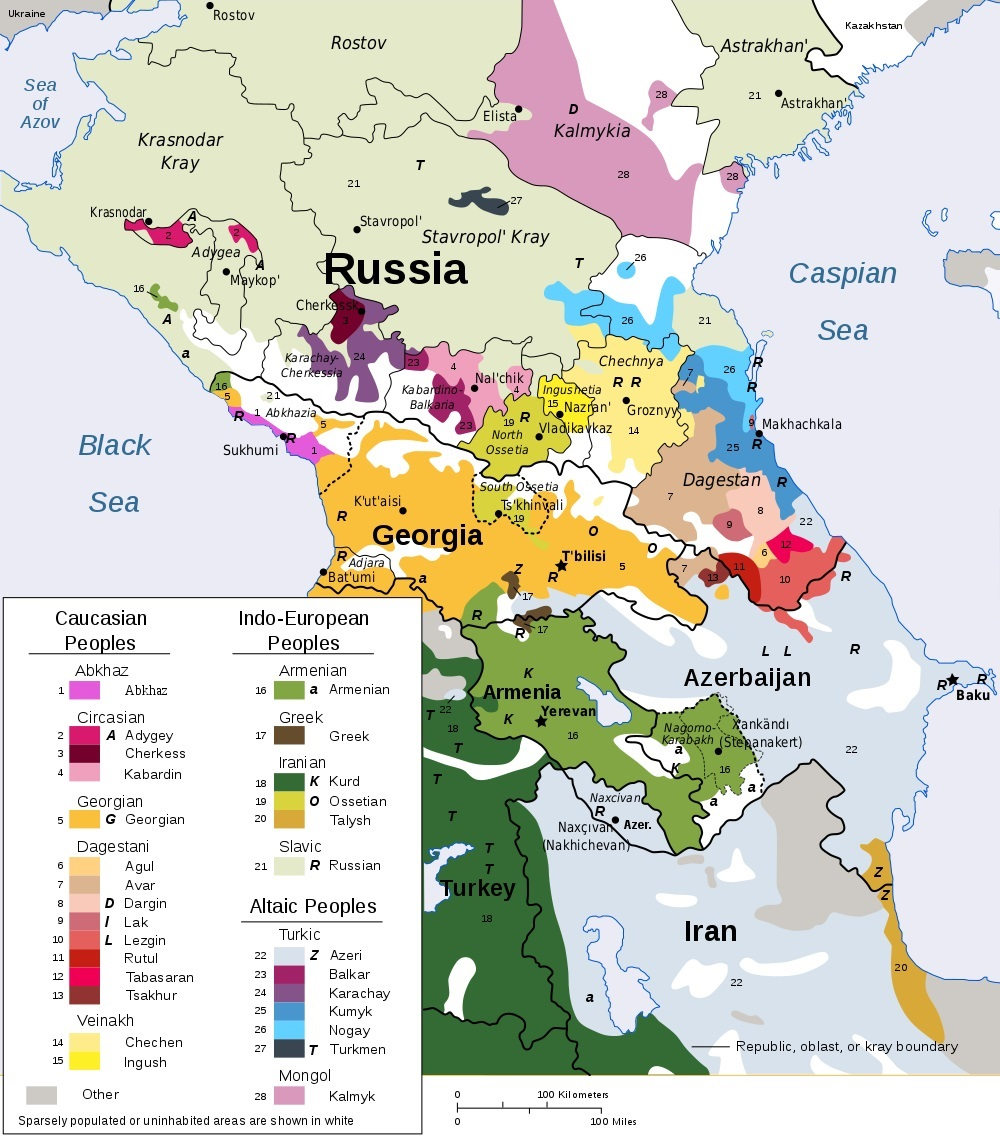
Popoarele Caucazului 2009

Caucazul este o regiune între Marea Neagră și Marea Caspică, incluzând Munții Caucaz și câmpiile înconjurătoare. Vârful cel mai înalt este Elbrus (5.642 m).
În momentul de față statele din zona caucaziană sunt: Georgia, Armenia și Azerbaidjan. Pe pantele nordice ale Munților Caucaz se află Federația Rusă cu subdiviziunile ei administrative: Ținutul Krasnodar, Ținutul Stavropol și republicile autonome: Adîgheia, Karaciai-Cerkessia, Kabardino-Balkaria, Osetia de Nord, Ingușetia, Cecenia și Daghestan. 
Trei entități politic-naționaliste din zonă revendică independența, dar nu sunt recunoscute de instituțiile internaționale: Abhazia, Nagorno-Karabah și Osetia de Sud. Caucazul este unul dintre cele mai diversificate locuri de pe Pământ din punct de vedere cultural și lingvistic.
Caucazul (Caucazia) este din punct de vedere geografic parte din Asia, dar din punct de vedere cultural și istoric este considerat de multe ori ca parte a Europei. Partea sudică a Caucazului este cunoscută și sub numele de Transcaucazia. 
Evenimente istorice:
- Războiul Arab-Khazar
- Cucerirea Caucazului de către Rusia (Războiul Ruso-Caucazian)
- Genocidul Armean
- 1991: Restabilirea independenței Armeniei, Georgiei și Azerbaidjanului
- 1992: conflictul din Nagorno-Karabah
- Conflictul din Caucaz (2008)

Repere geografice: Ciscaucazia constituie partea nordică a regiunii și cuprinde un complex de depozite piemontane și lacustre, slab cutate la contactul cu muntele, pe care s-au format mai multe unități de câmpie și podiș: Câmpia Kubanului, joasă (sub 150 m), mlăștinoasă, cu numeroase lacuri este înclinată spre Marea Neagră; are climat temperat continental și vegetație de stepă dezvoltată pe soluri cernoziomice; Câmpia Terekului, ocupată de stepa deșertică a Nogaiului și de Delta Terekului, coboară mult spre Marea Caspică, chiar până sub nivelul Oceanului Planetar (-28 m), iar spre vest urcă treptat; Depresiunea Ponto-Caspică (culoarul Kuma-Manici), vechi braț marin prin care comunicau Marea Neagră și Marea Caspică; Podișul Stavropolului care face trecerea spre munți, este format din depozite piemontane depuse în terțiar, larg cutanate și fragmentate de văi divergente adânci. Caucazul Mare se extinde ca o dorsală între Marea Neagră și Marea Caspică, separând Ciscaucazia de Transcaucazia. Din punct de vedere tectonic, Caucazul Mare reprezintă un imens anticlinoriu șariat, fracturat și străpuns de erupții neogene, care apar ca două conuri vulcanice dominante (Elbrus și Kazbek). relieful este marcat de o culme principală puternică, dominată de masive piramidale, din care se desprind perpendicular complexe de culmi secundare. Etajarea climatică a determinat formarea de numeroși ghețari montani (2000 kmp). Depresiunea Transcaucaziei situată între Caucazul Mare și Caucazul Mic, este drenată de două râuri cu scurgere contrară: Rionul spre nord-vest și Kura spre sud-est.
Muntele biblic Ararat, unde se spune că ar fi acostat Arca lui Noe, este considerat reperul regatului armean antic. Vârful munților Ararat este acoperit regulat cu zăpadă. În mitologia greacă, Caucazul, sau Kaukasos, era unul dintre stâlpii care susțineau Universul. Prometeu a fost înlănțuit aici de Zeus. Poetul latin Ovidiu plasa Caucazul în Sciția și îl descria ca pe un munte rece și veșnic, o întruchipare a foametei. Brânza este unul dintre cele mai importante produse ale zonei. 